# 丁繼善
丁繼善（17世紀—17世紀），字饒仲，雲南富民縣人，南明政治人物，官至首輔。

## 生平
丁繼善是天启七年（1627年）丁卯科舉人，自高州推官遷轉為知府湖南副使，入朝擔任太僕卿，之後曾出任吏部左侍郎。永曆八年（1654年）三月吳貞毓逝世，他自吏部尚書、東閣大學士和方端士、歐陽霖晉入內閣，次月再晉為文淵閣大學士，充當首輔。之後丁繼善跟隨永曆帝到滇京，永曆十四年（1660年）年時退出內閣，改由馬吉翔擔任首輔，原因不明，滇京失陷，他隱居到逝世。

## 引用
1. 1 2  錢海岳《南明史·卷五十一·列傳第二十七》：（丁）繼善，富民人，天啟七年舉於鄉。
2. ↑  錢海岳《南明史·卷二十三·表第九》永曆八年條：丁繼善 三月吏部尚書、東閣大學士入。四月晉文淵閣，充首輔。
3. ↑  錢海岳《南明史·卷五十一·列傳第二十七》：永曆八年，吳貞毓卒。（方端士）與丁繼善、歐陽霖同拜東閣大學士。
4. ↑  錢海岳《南明史·卷二十三·表第九》永曆十四年條：馬吉翔 充首輔。